# Stypandra
Genre
Classification APG III (2009)
Stypandra est un genre de plantes de la famille des Liliacées   selon la classification classique ou à celle des Xanthorrhoeacées selon la  classification phylogénétique.
On trouve les espèces en Australie et en Nouvelle-Calédonie.

## Liste d'espèces
Selon World Checklist of Selected Plant Families (WCSP) (23 sept. 2010) :
- Stypandra glauca R.Br. (1810)
- Stypandra jamesii Hopper (1999)

Selon NCBI (23 sept. 2010) :
- Stypandra glauca